# Mediolata simplex
Mediolata simplex är en spindeldjursart som beskrevs av Charles Thorold Wood 1967. Mediolata simplex ingår i släktet Mediolata och familjen Stigmaeidae. Inga underarter finns listade i Catalogue of Life.